# Каскадний ефект (екологія)
Каскадний ефект — серія послідовних вимирань, спричинених первинним вимиранням ключового виду в екосистемі. Він визначає зміни в структурі екологічної піраміди, в якій організми ієрархічно підлеглих трофічних рівнів взаємодіють один з одним. Трофічний каскад відбувається через кількісну зміну одного з рівнів піраміди. Ці зміни прямо впливають на сусідні рівні та опосередковано на інші.
Трофічні каскади є різновидом непрямого мутуалізму. Згідно з формальним визначенням, це «взаємний вплив типу хижак — жертва, який приводить до зміни щільності, біомаси або продуктивності популяції, угруповання або трофічного рівня по більш ніж одній лінії харчової мережі» (Пейс і ін., 1999).
Вивчення трофічних каскадів має важливе практичне значення. Цей принцип був застосований, наприклад, при відновленні дрібних евтрофікованних водоймищ. Ці водоймища страждали від «цвітіння» водоростей, викликаного надмірним надходженням в них живильних речовин. Евтрофікація серйозно вплинула на все угруповання і призвела до зникнення багатьох видів. Один зі способів відновлення евтрофікованих водойм (у поєднанні зі скороченням надходження живильних речовин) полягає в тому, щоб видалити з них риб, що харчуються зоопланктоном, який, своєю чергою, харчується водоростями. Або упровадити вид риб, який полює на тих риб, що харчуються зоопланктоном. У будь-якому випадку підвищиться кількість зоопланктону і це допоможе контролювати чисельність водоростей. Нарешті, принцип трофічного каскаду передбачає, які будуть наслідки надмірної експлуатації морських рибних ресурсів (в основному хижих риб). Кількість морських хижаків скоротиться, і збільшиться чисельність популяцій їх жертв — нам доведеться ловити вже їх.

## Приклади
Прикладом може бути порушення харчового ланцюга внаслідок раптового зникнення хижаків (наприклад, канюка — домінуючої ланки в екологічній піраміді), що призводить до збільшення популяції рослиноїдних жертв (мишей і нориць) і як наслідок — зменшення фітомаси рослин.
Інший приклад — морські видри їдять морських їжаків, а ті, своєю чергою, їдять бурі водорості. Але коли полювання на морських видр призвело до майже повного їх зникнення, бурим водоростям теж довелося несолодко, оскільки ніщо не обмежувало ріст морських їжаків. В результаті чисельність бурих водоростей скоротилася, а в деяких районах вони й зовсім зникли разом з видами, які від них залежали. Це явище називається трофічним каскадом. Коли після заборони полювання на видр їх чисельність почала відновлюватися, то бурі водорості також почали повертатися на колишні місця. Однак останнім часом, згідно з деякими спостереженнями, інтенсивний вилов риби призвів до скорочення чисельності тюленів і морських левів, улюбленої здобичі косаток. Косатки стали полювати на видр, популяція яких знову почала скорочуватися.